# Бібліографічні метадані
Бібліографічні метадані — це сформульована за певними правилами інформація про джерела інформації, що дозволяє їх ефективно виявляти і однозначно ідентифікувати, а також служить їх замінником в інформаційних ресурсах.

## Загальна характеристика бібліографічних метаданих
Метада́ні  — це дані про дані, тобто інформація, що характеризує або пояснює інші дані. Зберігання і доставлення інформації в електронному вигляді викликає багато проблем. Користувачі повинні мати можливість знайти потрібну інформацію, отримати доступ до неї в прийнятній для них формі. Творці інформації повинні бути впевнені, що їхні права на інтелектуальну власність будуть захищені, а адміністратори та інші фахівці повинні мати можливість супроводжувати електронну інформацію, включаючи збереження її на тривалий термін. Метадані є ключовим компонентом для вирішення цих проблем.
Важливо розуміти відмінність між даними та метаданими, але часто складно провести чітке розмежування між ними у документі, оскільки певні елементи можуть бути як даними, так і метаданими. Наприклад, заголовок статті можна одночасно віднести як до метаданих (як елемент метаданих — заголовок), так і до власне даних (оскільки заголовок є частиною самого тексту).
Дані та метадані можуть мінятися ролями. На вірш, що розглядається як дані, може бути написана музика, в цьому випадку весь вірш може бути «прикріплений» до музичного файлу і в цьому випадку розглядається як метадані. Таким чином, віднесення до однієї або іншій категорії залежить від точки зору. Можливе створення мета-мета-…-метаданих. Оскільки відповідно до звичайного визначення, метадані є даними, то можна створити метадані на метадані, метадані на метадані на метадані і так далі. На перший погляд це може здатися безглуздим, але насправді це є дуже істотною і корисною властивістю даних і метаданих.
Метадані можуть використовуватися з такими цілями, як:
- покращення якості пошуку;
- оптимізація алгоритмів стиснення інформації з контрольованою втратою якості;
- забезпечення можливості різних видів тих даних які представлені;
- збереження інформації відео і аудіо;
- організація інформаційних систем з різними контрольованими рівнями доступу.

Існують найрізноманітніші метадані. Це в першу чергу викликано різноманітністю описуваних об'єктів, вирішуваних задач і принципів організації метаданих. Якості бібліографічних метаданих інфраструктури вимагають багато, в деяких випадках, може бути в опозиції один до одного (наприклад, простота та універсальність).
Метадані прийнято поділяти за такими ознаками, як:
- Зміст. Метадані можуть бути формальні — описувати ресурси з боку внутрішніх, формальних ознак, або можуть бути змістовними — описувати про що інформаційний ресурс;
- Ставлення до інформаційного ресурсу. Метадані можуть відноситися до інформаційного ресурсу в цілому чи до окремих його частин;
- Ступінь нормування. В цьому випадку можна сказати про те що існують різні рівні мета даних, кожний з яких описує об'єкти які стоять нижче, та описуються вищими об'єктами;
- Місце розташування. Метадані можуть фіксуватися як в своєму інформаційному ресурсі так і за його межами;
- Формат показу. Метадані можуть фіксуватись як за різними правилами нетрадиційних носіїв, так і в машиночитній формі з використанням різної структури та мови розмітки [1, c. 6 ].

## Бібліографічна інформація
Бібліографічна інформація — це формулювання по правилам інформації про інформаційні ресурси. Це сукупність даних про документ. Бібліографічна інформація є частиною мета даних, які зберігаються за межами інформаційного ресурсу [ 5, c. 98 ]. Бібліографічна інформація початково виникає в результаті процедури аналітико-синтетичної обробки документів. Ця процедура полягає у виявленні елементів форми і змісту документа, що дозволяють скласти його стислу (згорнуту) інформативну характеристику, і подальше об'єднання їх у цілісний бібліографічний запис. Бібліографічна інформація існує як сукупність бібліографічних записів, кожна з яких описує інші інформаційні ресурси. Бібліографічний запис в свою чергу складається з елементів, кожний з яких розкриває один з ознак інформаційного ресурсу.

## Формати бібліографічних метаданих
Формат метаданих — це стандарт, призначений для формального опису деякої категорії ресурсів (об'єктів, сутностей тощо). Такий стандарт зазвичай включає набір полів (атрибутів, властивостей, елементів метаданих), що дозволяють характеризувати даний об'єкт. Формати можна класифікувати : по-перше, по охопленню і деталізації типів описуваних ресурсів; по-друге, по ширині і деталізації області опису ресурсів і потужності структури елементів метаданих. Окрім цього, можна класифікувати по наочних областях, або цілям розробки і використання формату метаданих [4].
Формати метаданих часто розробляються міжнародними організаціями або консорціумами, що включають зацікавлені у появі стандарту державні організації та приватні компанії. Розроблений формат часто закріплюється як стандарт в одній або декількох організаціях, що займаються розробкою і ухваленням стандартів.
Формати представлення метаданих можуть бути для різних типів ресурсів, описувати їх з різним ступенем подрібнення інформації, мати різну ступінь розроблення структури елементів метаданих, припускати різну ступінь нормування метаданих. Також можуть відрізнятися предметні області використання форматів метаданих, ціль розробки та використання.
Жанр бібліографічної літератури збагачується сьогодні завдяки широкому впровадженню в практику обчислювальної техніки, що дозволяє створюватися засобами інформаційних технологій бібліографію, в якій формати і метадані поглиблюють і роблять доступною для пошуку велику кількість раніше недоступних елементів бібліографічного опису. Це веде до розширення доступу до величезної кількості документів, а також прихованої в них інформації.
Прикладом використання бібліографічних форматів метаданих як інструменту пошуку та представлення даних може служити оригінальна методика гіперпосилань в бібліографічному запису [1, c.14 ].
Один з найвідоміших форматів є Дублінське ядро (Dublin Core). Подальший розвиток мережі привів до створення інших мов метаданих, призначених не тільки для того, щоб з ним працювали пошукові системи. Існує значна кількість мов метаданих, призначених як для використання в конкретних випадках так і в універсальних.

### Мови метаданих
Дублінське ядро Dublin Core — це формат метаданих для опису різних інформаційних ресурсів, в тому числі і в мережі Інтернет.
Стандарт розділений на два рівні:
- простий, в якому 15 елементів;
- кваліфікований, в якому 18 елементів, які уточнюють значення елементів.

Елементи Дублінського ядра:
- Title — назва;
- Creator — творець;
- Subject — тема;
- Description — опис;
- Publisher — видавець;
- Type — тип;
- Date — дата;
- Contributor — той, хто вніс вклад;
- Format — формат документа;
- Identifier — ідентифікатор;
- Source — джерело;
- Language — мова;
- Relation — відносини;
- Coverage — покриття;
- Rights — авторські права.

Кваліфікований набір елементів метаданих Dublin Core Metadata Element Set, окрім 15 перерахованих можна додати ще три: — Audience — аудиторія. — Provenance — походження. — Rights Holder — власник прав. Кожний елемент може повторюватися. Ініціатива метаданих Дублінського ядра описувала стандартні визначення елементів.
У ядрі Zope3 підтримка метаданих Dublin Core реалізована за допомогою механізму анотацій, які забезпечують практично всі об'єкти і використовуються в широкому спектрі коду, починаючи від зберігання описової інформації до відображення дати модифікації.
Наступний формат MARC — машиночитний формат представлений бібліографічним записом. Вперше програма MARC була розроблена Бібліотекою Конгресу США у 1965—1966 рр. з метою отримання даних каталогізації в машиночитній формі. Аналогічна робота виконувалась у Великій Британії Радою з Британської національної каталогізації для забезпечення використання машиночитних даних при підготовці друкованого видання Британської національної бібліографій — British National Bibliography (проєкт BNB MARC). На основі вказаних розробок у 1968 р. почав створюватися комунікативний англо-американський формат MARC (проєкт MARC) [9, c. 19].
MARC, по суті, це правила виправлення різних частин каталогізаційного запису так, щоб вона могла бути опрацьована з допомогою комп'ютера. В покращеній версії MARC були включені деякі принципи які залишились без змін до нашого часу.
Цей формат повинен забезпечувати:
- можливість використання для всіх видів документів;
- еластичність для рішення різних задач;
- зручне використання в різних автоматизованих системах.

З початку 70 років MARC збільшилось більш ніж на 20 форматів.
UNIMARC — це потужна інформаційна мова, яка відображає різноманіття бібліографічного опису і є стандартом представлення бібліографічного запису в машиночитному вигляді, що регламентує форму подання інформації, і тому UNIMARC обраний як основа для розробки формату для каталогізації електронних ресурсів. Формат поширюється на монографії, серіальні видання, картографічні матеріали, ноти, звукозаписи, графіку, проєкційні й відео матеріали. Остання редакція UNIMARC (1994 р.) включає набір полів для опису специфічних характеристик, що є гідною основою для каталогізації електронних ресурсів.
ONIX — сімейство XML форматів, міжнародних стандартів метаданих, для репрезентації у електронній формі інформації про видавничу продукцію (книжки, серіальні видання, відеопродукцію тощо).
Найвідомішими є:
- ONIX for Books — сімейство форматів метаданих для книжкової продукції.
- ONIX for Serials — сімейство форматів метаданих для періодичних видань.
- ONIX for Publications Licenses — формат метаданих для електронних ліцензій на використання інформаційної продукції.

ID3 — формат метаданих. Найбільш часто використовується разом з аудіоформатом MP3. Містить дані про назву треку, альбому, ім'я виконавця тощо. Ця інформація може використовуватись, наприклад, програвачами мультимедіа для відображення відомостей про трек чи автоматичного сортування. Хоч ID3 розроблявся для MP3, розробникам немає перешкод вбудовувати його також і в інші формати. Він почав розповсюджуватись в 1996 році [6].
Перша версія ID3-тегів займала всього 128 байт, що починаються з рядка TAG. Тег містився в кінець файлу для підтримки сумісності з ранніми програвачами.
Cue sheet — файл з метаданими, які описують розкладку треків CD або DVD диска. Такі файли мають текстовий формат і, як правило, мають розширення.
Для Audio-CD cue файли вказують назви і виконавців альбому і його треків, а також імена одного або більше використаних аудіо файлів. Файли cue особливо корисні при пропалюванні або прослуховуванні концертних записів або діджейських міксів, в яких всі треки записані в один файл.

## Засоби управління бібліографічними метаданими
Існують прості програми для записів та зберігання інформаційних ресурсів. BibTeX — програмне забезпечення для створення форматованих списків бібліографії. Bibtex використовується спільно з LaTeX-ом і входить у всі відомі дистрибутиви TEX і Latex, включаючи MiKTeX. BibTeX було створено Ореном Паташніком і Леслі Лампортом в 1985 році. BibTeX дозволяє легко працювати зі списками джерел, відокремлюючи бібліографічну інформацію від її представлення [12].
При підготовці статті, звіту або дисертації у форматі LaTeX набагато зручніше користуватися системою BibTeX, ніж збирати бібліографію вручну. Основні переваги BibTeX: список літератури генерується автоматично по всіх засланнях cite, згаданим в тексті; можна використовувати єдину бібліографічну базу (bib-файл) у всіх своїх текстах, у всіх роботах відділу, і т. д.; легко обмінюватися бібліографічними базами з колегами; немає необхідності пам'ятати правила оформлення бібліографії, оскільки BibTeX робить цю роботу автоматично за допомогою стильових bst-файлів. Cb2bib проста програма відкритого вихідного коду — це засіб для швидкого та зручного створення BibTeX- бібліографії з документа, clipboard, мейлу, вебсторінки та PDF файлів. Створена бібліографія в форматі BibTeX має прямі посилання у своєму браузері до локального файлу, якщо такий є.
Mendeley — це вільне академічне програмне забезпечення (що працює на платформах Win, Mac та Linux) для управління, спільного використання, читання, коментування та цитування наукових документів, а також дослідницька мережа для управління документами онлайн, відстеження дослідницьких тенденцій та статистики, та для встановлення контактів із дослідниками зі спільними інтересами. Mendeley, як і Zotero, складається з клієнтської програми, сховища бібліографічних баз даних, плагіну до редактора та соціальної мережі. Загальний принцип роботи з системою мало чим відрізняється від Zotero. Але є ряд істотних нюансів, пов'язаних з відмінностями в реалізації. Як і в Zotero, він складається з трьох панелей. У лівій відображаються категорії джерел (звані в Mendeley «папками»). Стандартні папки включають всі джерела, недавно додані, закладки та авторські публікації.
KBib — бібліографічний менеджер. Розробка KBib розпочалась в 2003 коли Kbibtex ще не існувало, а існував gbib, розроблений для GTK, що не мав деяких функцій. Для швидкого написання програми більшість початкового коду було взято з gbib, відтоді функціонал було значно розширено.
JabRef — менеджер бібліографії з відкритим вихідним кодом (open source). «Рідним» форматом є BibTeX, стандартний формат бібліографій для LaTeX-су. JabRef працює під Java VM (версія 1.5), та є кросплатформним додатком для Windows, Linux та Mac OS X.
Zotero — програма з відкритим вихідним кодом, є додатком (плагіном) до браузера Firefox. Інсталяція Zotero починається з установки плагіну до Firefox офіційного сайту, яка не викликає жодних складностей. Після перезапуску браузера потрібно встановити плагін для текстового редактора, написаний на Java. Дозволяє користувачеві збирати, упорядковувати та організовувати інформацію для власної дослідницької роботи з усіх типів джерел, що можливі для відображення в браузері. Ця програма належить до групи програм — «бібліографічних менеджерів».
На багатьох пошукових вебсайтах, що містять літературні бібліотеки (такі як Google Scholar, Google Books, Amazon.com, та навіть Wikipedia), Zotero може кількома натисканнями зберегти всю бібліографічну інформацію в локальний файл. Якщо джерело є онлайн статтею чи вебсторінкою, Zotero може, за бажанням, зберегти локальну копію цього джерела, до якої користувач може додавати нотатки (нотатки підтримують html і, як наслідок додавання зображень), теги, підсвічування тексту (тільки для вебсторінок) а також власні метадані. Надалі дані створеної локальної бібліотеки можуть бути зібрані в бібліографію, яку можна роздрукувати або зберегти окремим файлом.
Bib-it є менеджером для BibTeX файлів. Bib-it є кросплатформним, і може запускатися з будь-якої платформи, де стоїть. Піддається ручному налаштуванню, всі метадані описані в файлі «Style.ini files». Просте редагування: відкриття, вимірювання, редагування та збереження файлів BibTeX. Результат пошуку дублікатів виводиться у вигляді таблиці. Сортування по алфавіту будь-якого текстового поля. Сортування місяців. Номерне сортування (рік, номер випуску, інше) по порядку. Поле Name сортується по Прізвищу першої персони (автора) для полегшення пошуку через Лист Персон.
Alexandria — програма для GNOME, що дозволяє тримати базу даних книжок. Користувачі можуть шукати за назвою, автором, ключовими словами, номером ISBN або ж знаходити свою книгу за допомогою сканера штрихкодів (напр. CueCat). Програма може з'єднуватися з книготорговцями, наприклад з Amazon.com або ж з національними бібліотеками такими як Бібліотека Конгресу для завантаження інформації про книги, а саме: назви, автора(-ів), ISBN, видання або ж зображень обкладинок книжок. Alexandria також дозволяє Вам утворювати категорії книг у численних віртуальних бібліотеках.
gPapers — програма з відкритим вихідним кодом, розроблена для впорядкування та систематизації файлів PDF (наприклад, наукових статей). Підтримка BibTeX. Підтримка Закладок/Нотаток/Анотацій, які дозволяють додавати нотатки до сторінок PDF-файлів користувача. Сортування за автором, назвою статті, джерелом, цитатою тощо. Розумні листи — засіб, що дозволяє групувати статті за власним рейтингом, кількістю прочитань, «роздруковані», «непрочитані», «нещодавно додані» тощо.
Tellico — менеджер колекцій для KDE Tellico дозволяє створити зібрання абсолютно будь-якого типу.